# Priscosturion
Priscosturion longipinnis è una specie estinta di pesci ossei appartenente alla famiglia Acipenseridae (comprendente gli attuali storioni), descritta a partire da un singolo esemplare ben conservato proveniente da terreni del Cretacico superiore (Campaniano medio) in Montana (Stati Uniti d'America).

## Descrizione
Nonostante sia basata su un solo individuo, la descrizione osteologica di Priscosturion è molto dettagliata grazie alla conservazione tridimensionale del fossile, alla completezza dello scheletro e alla matrice sabbiosa poco consolidata in cui è stato rinvenuto. Questo ha permesso una preparazione completa del reperto, con una sorta di “dissezione” progressiva della regione cefalica che ha rivelato dettagli interni delle ossa del cranio.
Si tratta del più completo esemplare fossile di storione noto, in netto contrasto con la maggior parte dei reperti fossilizzati di storione che consistono per lo più in scudi dermici o spine pettorali isolate, frammentarie e di difficile utilizzo negli studi filogenetici.
Priscosturion era lungo circa 80 centimetri, ed era caratterizzato dalle vertebre piuttosto robuste.

## Classificazione
Priscosturion è noto per un fossile articolato rinvenuto nella formazione Judith River in Montana (USA). Inizialmente venne descritto con il nome di Psammorhynchus da Lance Grande ed Eric J. Hilton nel 2006, ma il nome generico era già stato utilizzato per descrivere un altro animale in precedenza. Fu quindi necessario ridenominare l'esemplare, e nel 2009 venne istituito il genere Priscosturion in una sottofamiglia a sé stante, Priscosturioninae.
Secondo un’analisi filogenetica, Priscosturion sarebbe il sister taxon di tutti gli altri membri della famiglia Acipenseridae.

## Etimologia
Il nome del genere Priscosturion si riferisce all'antichità del fossile (dal latino priscus, "antico"). Il nome desueto Psammorhynchus deriva dal greco psammos (“sabbia”) e rhynchos (“muso”), in riferimento all’ambiente sabbioso in cui è stato rinvenuto il fossile. Il nome della specie longipinnis si riferisce alle pinne allungate osservate nell’esemplare tipo.

## Tafonomia
È interessante notare che tutti e tre gli storioni fossili articolati noti (Priscosturion longipinnis, Protoscaphirhynchus squamosus e Anchiacipenser acanthaspis) sono stati scoperti all'interno delle regioni addominali di dinosauri adrosauridi; ciò suggerisce che le carcasse di questi dinosauri possano aver fornito condizioni tafonomiche favorevoli alla conservazione dei pesci acipenseriformi, altrimenti soggetti a danni in ambienti acquatici ad alta energia. Lo stesso fenomeno si osserva con il pesce spatola cretacico Paleopsephurus wilsoni.